# 今庄站

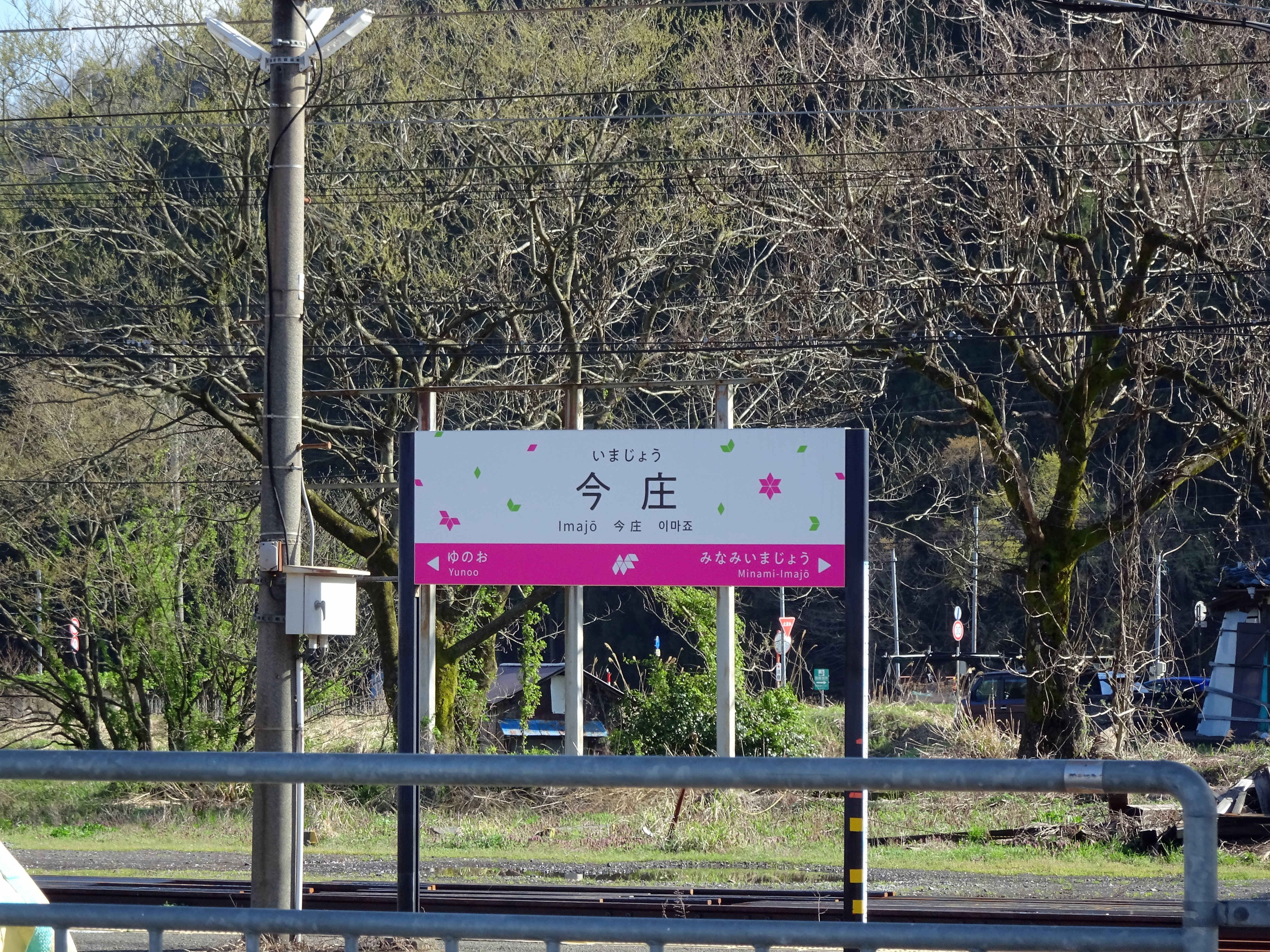
已換上福井幸福鐵道款式的月台站牌（2024年3月）

今庄站（日语：／ Imajō eki）是位於福井縣南條郡南越前町今庄74番6號，福井幸福鐵道的Hapi-line Fukui線車站。

## 歷史
- 1896年7月15日：官設鐵道北陸線敦賀站至福井站之間開業，此站啟用，為一般車站。同日，敦賀車廠今庄停泊處也啟用。
- 1909年10月12日：制定路線名稱，此站成為北陸本線車站。
- 1962年：

- 5月15日：今庄機關區舉行關閉典禮。
- 6月9日：今庄機關區正式關閉。
- 6月10日：隨著北陸隧道開通，敦賀站至新保站至此站的舊路段廢止。同時實施時間表修正，使此站成為優等列車通過車站。

- 1984年2月1日：終止行李起卸業務。
- 1985年3月14日：終止貨物起卸業務（成為旅客車站）。
- 1987年4月1日：伴隨國鐵分割民營化，車站由西日本旅客鐵道（JR西日本）營運。
- 2017年3月26日：車站大樓翻新工程完成[2][3]。
- 2018年9月15日：此站可以使用ICOCA[4][5]。
- 2024年3月16日：隨北陸新幹線延伸至敦賀，車站改由福井幸福鐵道營運。

## 車站構造
車站是一座地面車站，設有1面1線的單式月台和1面2線的島式月台。曾經此站設有2面4線的島式月台（舊1、2號月台為島式月台，舊3、4號月台為島式月台），現時舊1號月台的路軌已經撒走，形成現時的姿態。
此站為由福井地域鐵道部管理，並委託南越前町負責售票業務（設有POS終端）的簡易委託車站。車站大樓內設有觀光詢問處與商店。
站內設有IC卡專用的簡易閘機、自動售票機（可使用交通系IC卡支付）。
在2011年前的月台編號中，由舊2至4號月台，改為新1至3號月台。
車站大樓與各月台之間設有跨線橋連接。月台高度沒有升高。
在北陸本線列車還需要經過杉津站時代，由於從敦賀方向的列車需要經過較急的斜坡，因此此站設有補助機車以進行解連或連掛。

### 月台
| 月台 | 路線               | 上下行 | 方向           | 備註                |
| ---- | ------------------ | ------ | -------------- | ------------------- |
| 1    | ■Hapi-line Fukui線 | 下行   | 福井、金澤方向 | 部分班次使用2號月台 |
| 2・3 | ■Hapi-line Fukui線 | 上行   | 敦賀方向       |                     |

在列車運輸指令上，1號月台為下行本線，2號月台為中線，3號月台為上行本線。2號月台只讓列車待避特急通過時使用。另外，截至2004年10月16日，上午和下午設有2返往班次在此站折返，在2008年3月15日時間表修正後，這些班次改在敦賀站出發，自從再沒有列車從此站出發或作終點站。

### 車站翻站工程
南越前町在2005年從JR西日本購入此車站大樓，在2014年度開展車站翻新工程。在2017年3月，「今庄Machinami情報館」、旅遊諮詢中心、土産商品開放使用。經翻新後的車站大樓中，建築物牆身使用南越前町產的日本柳杉木。
在今庄Machinami情報館內，展出了在1955年的1:45今庄站立體透視模型，也有展出北陸本線舊線曾經使用的折返式路線等資訊。
在2018年4月，站前的工程也完成，「今庄站前放鬆廣場」啟用。

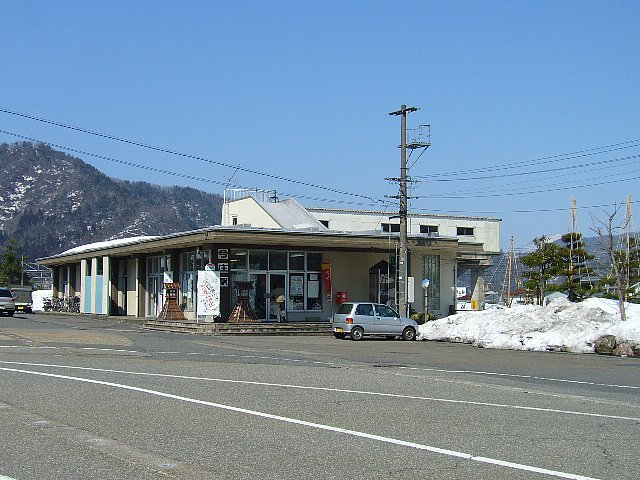
翻新前
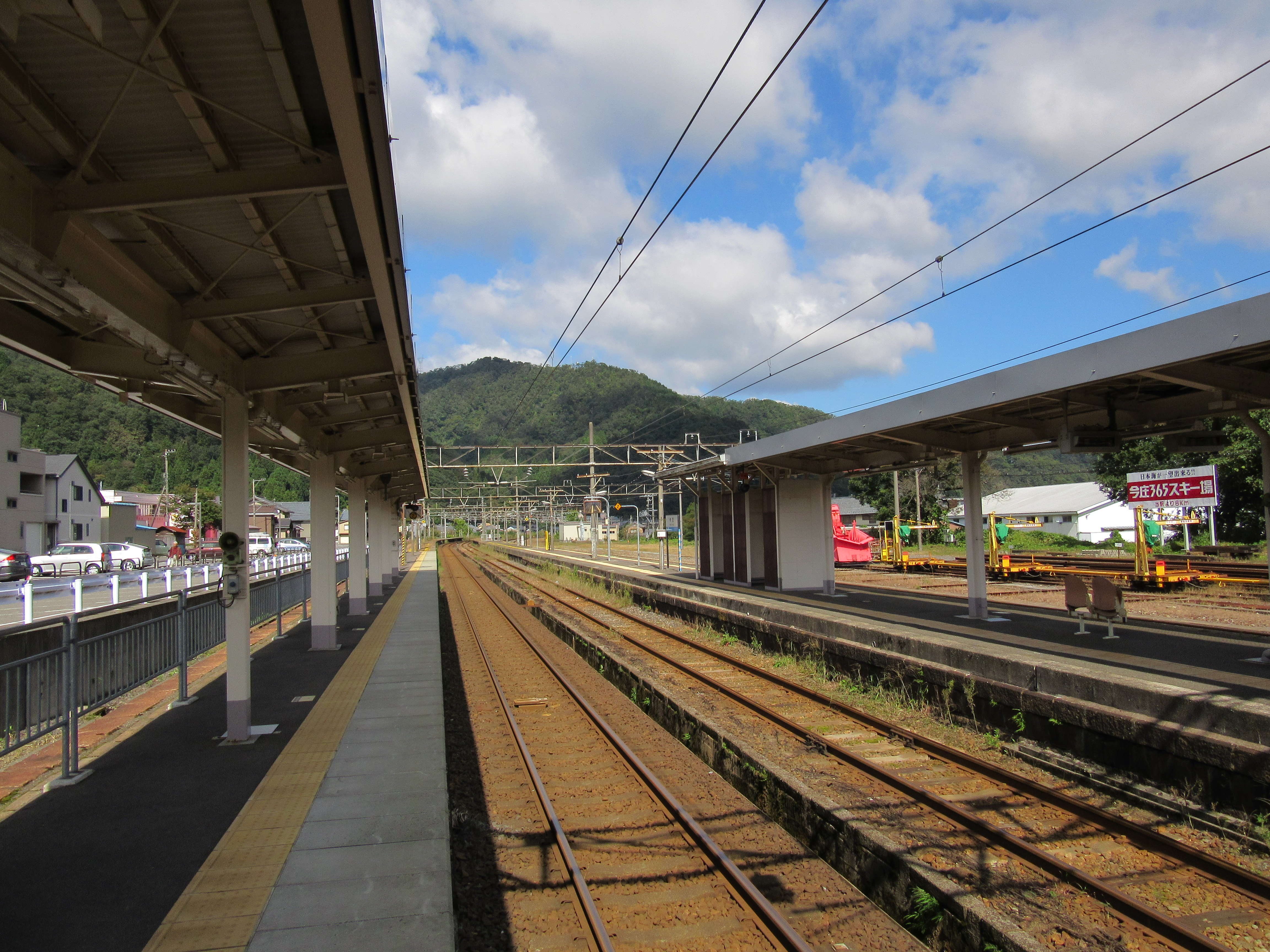
月台
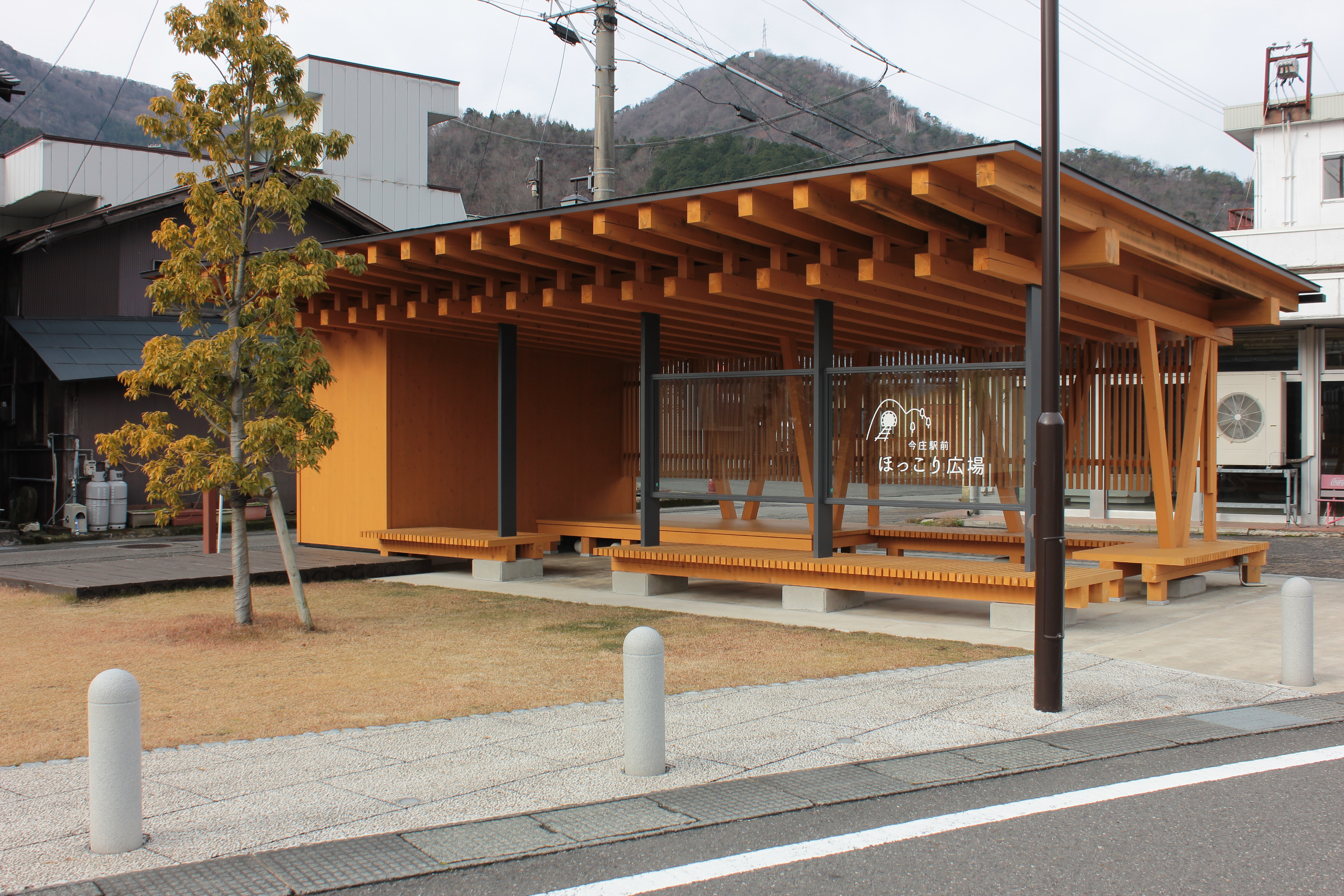
今庄站放鬆廣場
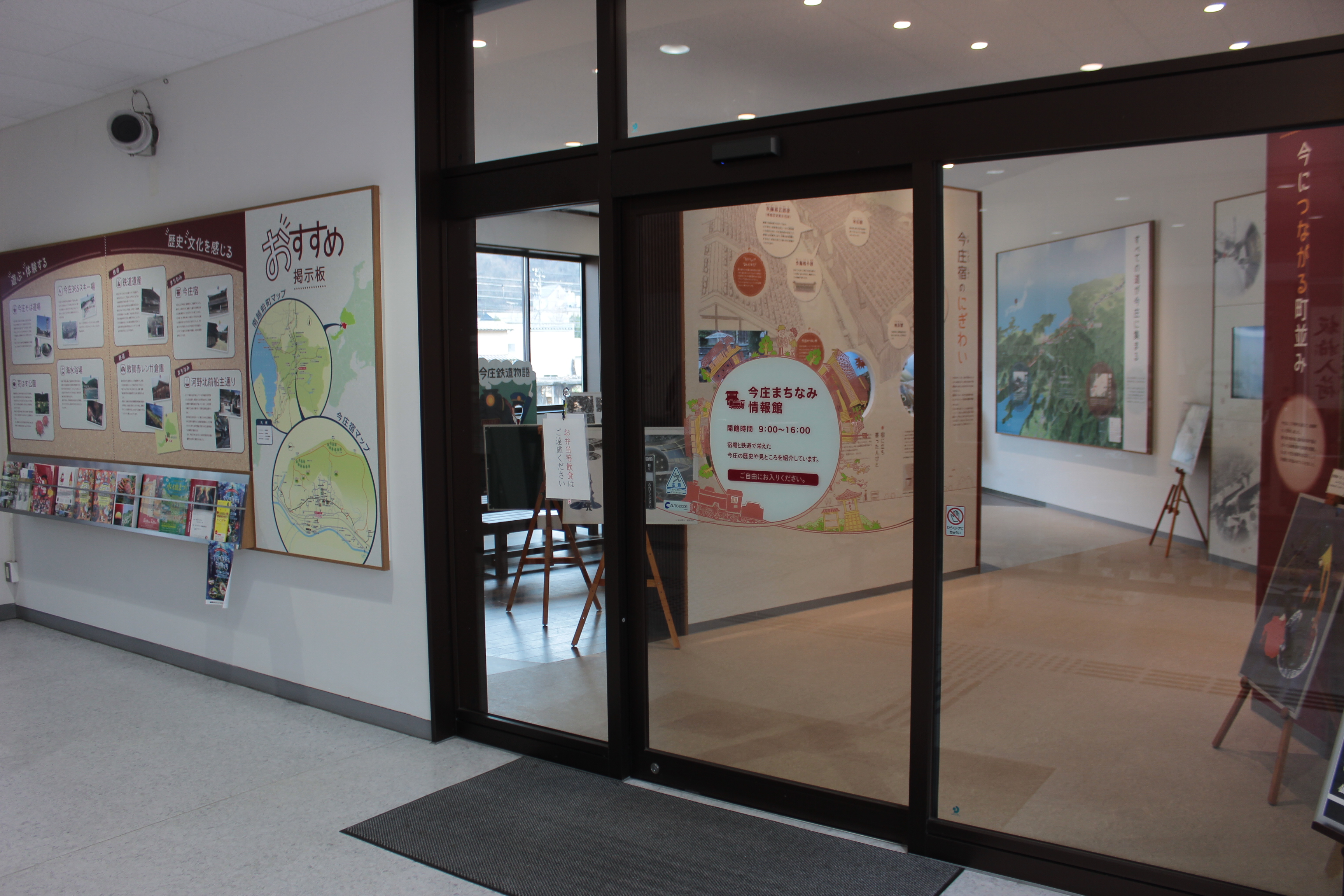
今庄Machinami情報館

## 使用狀況
根據「福井縣統計年鑑」，以下列出近年1日平均乘車人次。
| 年度               | 一日平均 乘車人次 |
| ------------------ | ----------------- |
| 1997年（平成09年） | 355               |
| 1998年（平成10年） | 328               |
| 1999年（平成11年） | 307               |
| 2000年（平成12年） | 294               |
| 2001年（平成13年） | 286               |
| 2002年（平成14年） | 274               |
| 2003年（平成15年） | 275               |
| 2004年（平成16年） | 252               |
| 2005年（平成17年） | 243               |
| 2006年（平成18年） | 232               |
| 2007年（平成19年） | 240               |
| 2008年（平成20年） | 230               |
| 2009年（平成21年） | 231               |
| 2010年（平成22年） | 225               |
| 2011年（平成23年） | 207               |
| 2012年（平成24年） | 185               |
| 2013年（平成25年） | 198               |
| 2014年（平成26年） | 188               |
| 2015年（平成27年） | 169               |
| 2016年（平成28年） | 165               |
| 2017年（平成29年） | 162               |
| 2018年（平成30年） | 154               |

## 車站周邊

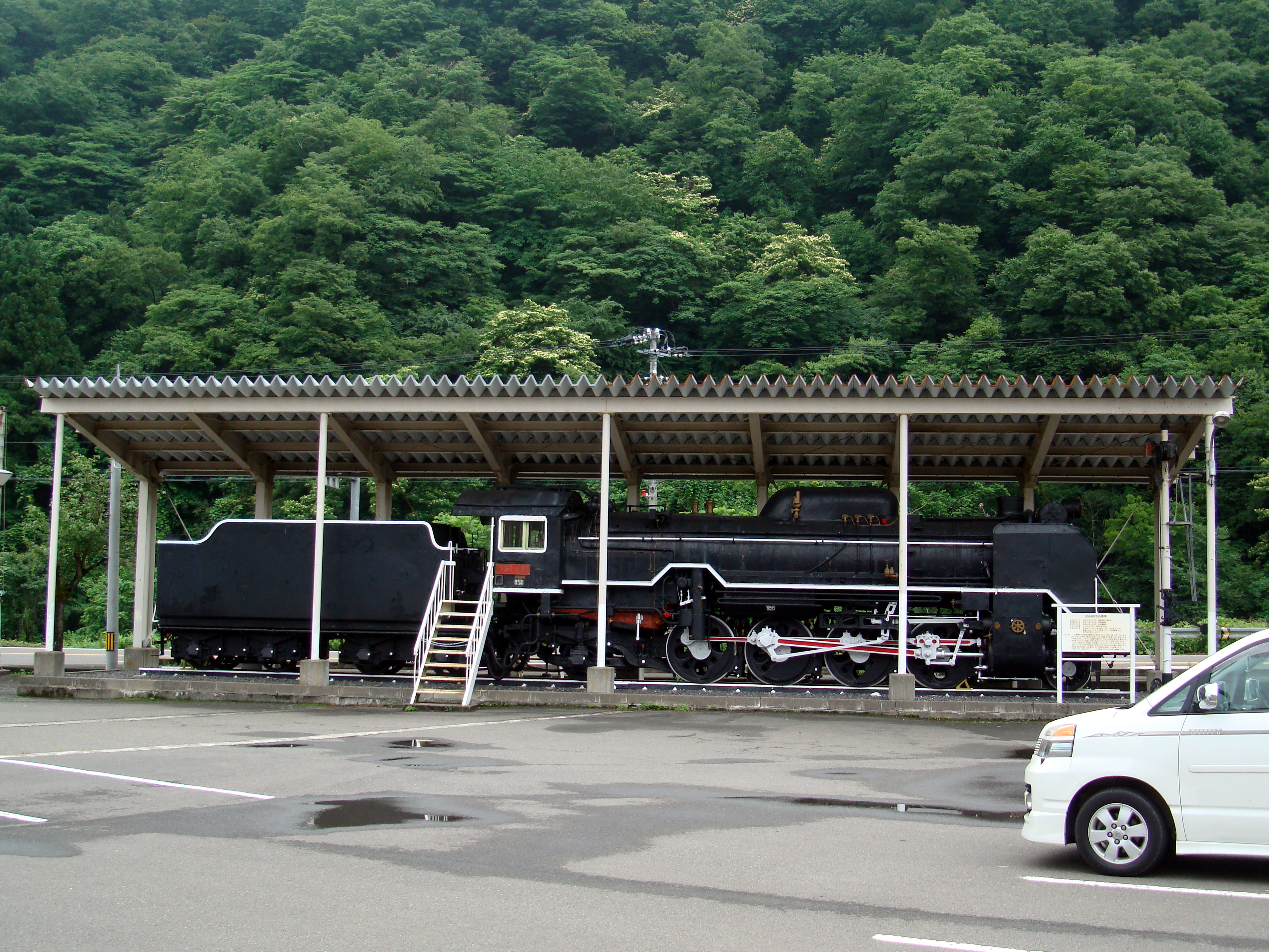
在今庄單車總站停車場中展示 D51-481

此站鄰近北國街道的今庄宿宿場町，在該處的古老建築物仍然存在。
- 慈眼寺
- 燧城
- 夜叉池（日语：夜叉ヶ池）
- 伊藤氏庭園
- 京藤甚五郎家
- 本陣蹟
- 今庄蕎麥麵道場
- 南越前町立今庄小學
- 南越前町公所今庄綜合事務所（前今庄町（日语：今庄町）公所）
- 今庄郵局
- 國道365號（日语：国道365号）
- 國道476號（日语：国道476号）
- 今庄單車總站

## 巴士路線
今庄365滑雪場（溫泉）直達巴士
- 1日1返往班次。只在星期六、日及假日，以及12月29日至1月3日運行。車費為成人500日圓，小童250日圓。

今庄住民利用巴士
- 宅良、湯尾線（前往JR湯尾站前、杉谷、杣木俁）
- 廣野、孫谷線（前往廣野）
- 大桐線（前往大桐）
  - 大桐線是按需求開出。其他路線中，星期日及假日也設有服務。但是不定期暫停服務。

## 其他
- 在北陸隧道開通前，金津站至福井站至此站形成一個通勤區域た。現時，早上上行列車設有快速列車和普通列車，在日間每小時設有1班列車停靠。
- 在舊線廢止後，設有替代巴士，當初此站設有巴士路線前往大桐，但是沒有巴士路線前往杉津、新保方向[1]，以上兩站需要在敦賀站轉乘另一條替代巴士路線。

## 相鄰車站
Hapi-line Fukui
■Hapi-line Fukui線
快速（早上下行、晚上上行各1班）
敦賀－今－武生
快速（其他班次）
通過
普通
南今庄－今－湯尾

### 曾經存在的路線
日本國有鐵道
北陸本線（舊線）
大桐－今庄

## 註腳
1. 1 2 3 4  鈴木文彥. . 鐵道畫刊 (鐵道畫刊社). 1999-02, 33 (2): 38–40 （日语）.
2. 1 2 3  . 朝日新聞數碼. 2017-03-23  [2020-01-01]. （原始内容存档于2020-01-01） （日语）.
3. 1 2 3  . 中日新聞. 2017-03-22  [2020-09-27]. （原始内容存档于2020-01-01） （日语）.
4. 1 2   (PDF) (新闻稿). 西日本旅客鉄道金沢支社. 2018-05-30  [2020-09-13]. （原始内容存档 (PDF)于2019-05-28） （日语）.
5. ↑  . 福井新聞. 2018-05-31  [2018-06-04]. （原始内容存档于2018-06-04） （日语）.
6. ↑  . 北陸新幹線で行こう!北陸・信越観光ナビ（福井新聞）. 2018-04-11  [2020-01-01]. （原始内容存档于2020-10-13） （日语）.
7. ↑  山衛守剛(2014年5月2日). “北陸・各駅散歩:／4 JR北陸線 今庄駅”. 毎日新聞 (毎日新聞社)

## 外部連結
- 今站 - Hapi-line Fukui （页面存档备份，存于）（日語）